# M5 Stuart
M5 Stuart byl americký lehký tank z období 2. světové války.

## Vývoj
Na podzim roku 1941 předložila firma Cadillac americké výzbrojní správě návrh na úpravu tanku M3 Stuart, který by byl vybaven dvojicí motorů Cadillac. Původní hvězdicové motory, které používaly tanky M3 Stuart, byly totiž potřeba především v leteckém průmyslu a proto jich byl poměrný nedostatek. Modifikace také měla zahrnovat instalaci převodovek Hydramatic, používaných v té době především v osobních automobilech. Ještě v tomtéž roce byl návrh přijat a takto upravený tank M3 pak dostal prototypové označení M3E3. Následovaly zkušební testy, které zahrnovaly i 800 km dlouhou jízdu mezi městy Detroit a Aberdeen, po kterých byl v únoru roku 1942 nový stroj přijat do služby pod názvem „Light Tank M4“ (Lehký tank M4).[zdroj⁠?!] Vzhledem k výrobě středního tanku M4 Sherman byl však později přeznačen na „Light Tank M5“, aby nedocházelo k vzájemné záměně.

## Technické údaje
Konstrukce trupu tanku M5 byla celosvařovaná, na zádi bylo malé vyvýšení, aby zde mohla být umístěna dvojice motorů Cadillac. Na rozdíl od typu M3 byla čelní část plochá s dvěma průzory pro řidiče a střelce. Před věží na horní straně přední části korby se nacházela dvojice výstupních poklopů. Boční strany trupu byly svislé a spolu s výstupkem na zádi byly největším odlišovacím znakem od tanku M3A3. Věž byla stejně jako u tanku M3A1 svařovaná, hydraulicky ovládaná, bez velitelské kopule. Podvozek se na každé straně sestával ze čtyř pojezdových kol, hnacího a napínacího kola a tří kladek podpírajících horní část pásu. Tank poháněla dvojice benzinových motorů Caddilac Série 42, každý s vlastním převodovým ústrojím. Celkový výkon činil 220 koňských sil. Na silnici tank dosahoval maximální rychlosti 58 km/h a dojezd činil kolem 160 km. Věž byla osazena kanónem M6 ráže 37mm, se kterým byl spřažen jeden kulomet M1919A5. Tentýž kulomet se nacházel v kulovité lafetě na pravé straně čelní části trupu. Třetí kulomet M1919A4 byl nainstalován na protiletadlové lafetě na zadní části věže.

## Bojové užití
Sériová výroba M5 byla zahájena na jaře roku 1942 a na konci března byl pak dodán první sériový kus. Jejich první bojové nasazení proběhlo koncem roku 1942 v Severní Africe, kde spolu se staršími tanky M3 Stuart tvořily převážnou část amerických obrněných jednotek. Po neúspěších v bojích s německými tanky však byly z bojů stáhnuty a sloužily převážně jen v průzkumných oddílech. Tank byl i testován v Sovětském svazu, ovšem Rudá armáda nebyla spokojena se starším typem M3, takže byla odmítnuta nabídka i na M5, které byly pro boj stejně slabě vyzbrojené i pancéřované. Během druhé světové války a po ní používala lehké tanky M5 zejména Velká Británie, ale i Kanada, Francie, Belgie, Čína i Československo.
Tanky byly ve výzbroji Československé samostatné obrněné brigády, 38 jich bylo ve výzbroji Československé armády ještě po válce. Roku 1947 byly dokonce nasazeny na Slovensku proti Banderovým oddílům. Dalším poválečným užitím strojů M5 byla první kašmírská válka roku 1947 mezi Indií a Pákistánem, během 60. a 70. let je použila portugalská armáda ve válce v Angole.[zdroj⁠?!]
Celkem bylo od roku 1942 vyrobeno přes 9000 kusů lehkého tanku M5 a všech jeho variant.[zdroj⁠?!]

## Typy tanku M5

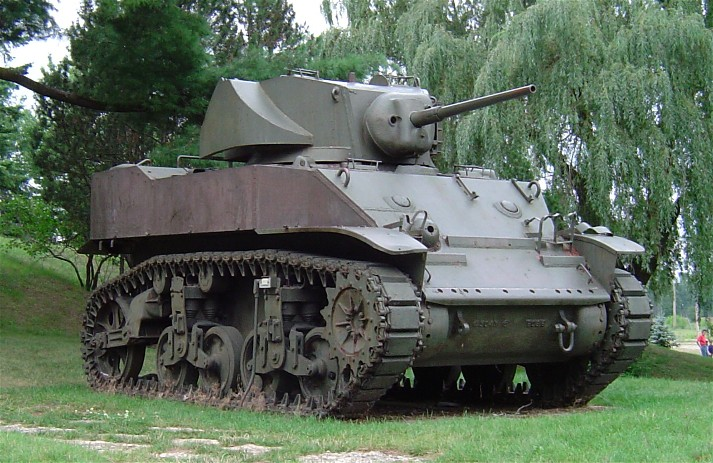
Stuart M5A1

- M5 / Stuart VI – Celkem bylo v roce 1942 vyrobeno 2074 kusů.
- M5A1 / Stuart VI – Tato modifikace zahrnovala instalaci nové věže, jejíž design byl podobný té u tanku M3A3. Věž byla o něco prodloužena, zadní část zaujímá výběžek pro radiové vybavení s odnímatelným pancéřovým plátem, který v případě potřeby umožňuje snadné vyjmutí 37mm kanonu. Protiletadlová lafeta pro .30cal kulomet M1919A4 se přemístila ze zadní strany věže na její pravou stranu. Původní pistolové střílny na obou stranách věže byly také překonstruovány a později zrušeny. Za sedadlem asistenta řidiče se pak v trupu nacházel únikový poklop. M5A1 byl přijat do služby roku 1942, celkem bylo vyrobeno 6810 kusů a dalších 775 bylo modifikováno z jiných typů, především z původního tanku M5. Výroba byla ukončena v červnu roku 1944.
- 75mm Howitzer Motor Carriage M8 – Modifikace na samohybné dělo. Na podvozek tanku M5 byla instalována nová otevřená věž se 75mm houfnicí a jedním .50cal kulometem M2HB. Na zadní část trupu pak byl namontován tažný hák, takže vozidlo mohlo za sebou táhnout přívěs s municí. Tyto stroje byly používány především jako palebná podpora pro průzkumná družstva. Celkem bylo od září 1942 do ledna 1944 vyrobeno 1778 kusů.
- 75mm Gun Motor Carriage M8A1 – Nevyráběná varianta stroje M8 HMC, vyzbrojená 75mm kanónem M3.
- T65 Gun Motor Carriage – Protiletadlová varianta. Stroj byl postaven na prodlouženém podvozku tanku M5A1. Byl vyzbrojen 40mm protiletadlovým kanonem Bofors. Vozidlo nikdy nebylo posláno do sériové produkce, vedlo však k vývoji a následné výrobě modifikace tanku M24 Chafee – „M19 Gun Motor Carriage“.
- T85 Gun Motor Carriage – Protiletadlová varianta postavená rovněž na podvozku tanku M5A1. Byla však vyzbrojena čtveřicí 20mm kanonů Oerlikon.
- M5 Command Tank – Úprava na velitelské vozidlo. Původní věž byla odstraněna a nahrazena malou nástavbou s .50cal kulometem.
- T8 Reconnaissance Vehicle – Varianta průzkumného vozidla. Věž nahradila lafeta pro jeden .50cal kulomet.
- M5 Dozer – Varianta s radlicí. U většiny tanků byly i odstraněny věže.
- M5A1 s plamenometem E7-7 – Plamenometná úprava tanku M5A1 s plamenometem E7-7 instalovaným namísto původního 37mm kanonu.